# Frédéric Xhonneux
Frédéric Xhonneux (prononciation [hɔnø] ou [ɔnø]) (né le 11 mai 1983 à Bruxelles) est un athlète belge, spécialiste du décathlon.

## Biographie
Frédéric Xhonneux a été champion de Belgique de la discipline à cinq reprises (2003, 2006, 2007, 2011 et 2013). Son meilleur score date du 11 mai 2008 à Desenzano del Garda avec 8 142 points.
Ses principaux résultats en championnats sont une 4e place à l'Euro espoir en 2005, 14e aux championnats du monde 2005 à Helsinki, 9e à l'euro indoor à Birmingham 2007 et une participation aux JO de Pekin 2008. 
En fin de carrière, il s'est essayé à l'icosathlon (20 épreuves en 2 jours avec 13 099 pts en 2014 à Delft) avec la 5e performance mondiale de tous les temps. En 2015, il améliore le record du monde officieux de l'icosathlon en un seul jour avec 12 399 pts. 
Désormais, la RTBF fait appel à son expérience de décathlonien en tant que consultant lors des grands évènements télévisés.

## Records
Frédéric a amélioré le record de Belgique du décathlon lors du meeting IAAF de Desenzano del Garda (ITA) les 10 et 11 mai 2008, avec un total de 8 142 points.
Il réalise les performances suivantes :
| Discipline  | Performance   | Points      |
| ----------- | ------------- | ----------- |
| 100 m       | 11 s 42       | 769         |
| Longueur    | 7,33 m        | 893         |
| Poids       | 14,79 m       | 777         |
| Hauteur     | 1,95 m        | 758         |
| 400 m       | 49 s 60       | 833         |
| 110 m haies | 15 s 05       | 843         |
| Disque      | 45,36 m       | 774         |
| Perche      | 4,95 m        | 895         |
| Javelot     | 63,56 m       | 792         |
| 1 500 m     | 4 min 20 s 53 | 808         |
| Décathlon   |               | 8142 points |

| Discipline  | Performance   | Lieu                | Date                 |
| ----------- | ------------- | ------------------- | -------------------- |
| 100 m       | 11 s 28       | Helsinki            | 9 août 2005          |
| Longueur    | 7,33 m        | Desenzano del Garda | 10 mai 2008          |
| Poids       | 14,79 m       | Desenzano del Garda | 10 mai 2008          |
| Hauteur     | 2,04 m        | Monzon              | 1er juin 2006        |
| 400 m       | 48 s 52       | Dilbeek             | 2 août 2008          |
| 110 m haies | 14 s 76       | Erfurt              | 15 juin 2005         |
| Disque      | 45,36 m       | Desenzano del Garda | 11 mai 2008          |
| Perche      | 4,95 m        | Desenzano del Garda | 11 mai 2008          |
| Javelot     | 63,56 m       | Desenzano del Garda | 11 mai 2008          |
| 1 500 m     | 4 min 13 s 05 | Arles               | 4 juin 2006          |
| Décathlon   | 8142 points   | Desenzano del Garda | 10-11 mai 2008       |
| Icosathlon  | 13099 points  | Delft               | 12-13 septembre 2014 |